# Каинелу де Жос (Хунедоара)
Каинелу де Жос (рум. Căinelu de Jos) насеље је у Румунији у округу Хунедоара у општини Шоимуш. Oпштина се налази на надморској висини од 223 m.

## Становништво
Према подацима из 2002. године у насељу је живело 143 становника, од којих су сви румунске националности.